# 馬蘇德·米爾扎·策爾·索爾坦

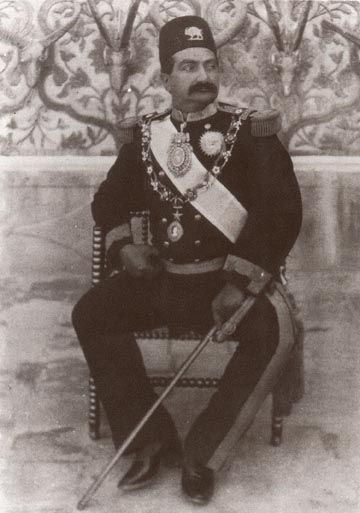

馬蘇德·米爾扎·策爾·索爾坦（波斯語：ظل‌السلطان、英語：Mass'oud Mirza Zell-e Soltan；1850年—1918年7月2日）是卡扎爾王朝的波斯親王，人稱「阿明杜烏拉」（政府右手）。他是納賽爾丁·沙的長子、卡姆朗·米爾扎·納伊卜·薩爾坦納和穆扎法爾丁·米爾扎（即日後登位的穆扎法爾丁·沙）的哥哥。由於他的母親不是來自卡扎爾王朝家族，索爾坦不能繼承王位。他在1872年至1907年任伊斯法罕總督，1907年至1908年間任法爾斯總督。索爾坦在1918年於伊斯法罕逝世，葬在馬什哈德。

## 榮譽
- 波斯獅子和太陽二等勳章
- 波斯獅子和太陽一等勳章
- 波斯最神聖皇家二等勳章
- 印度之星騎士勳章
- 普魯士黑鷹騎士勳章
- 普魯士紅鷹騎士勳章
- 俄國白鷹騎士勳章
- 法國榮譽軍團大十字勳章